# Show Low
Show Low es una ciudad ubicada en el condado de Navajo en el estado estadounidense de Arizona. En el censo de 2010 tenía una población de 10 660 habitantes y una densidad poblacional de 99,97 personas por km².

## Geografía
Show Low se encuentra ubicada en las coordenadas 34°14′13″N 110°1′52″O / 34.23694, -110.03111. Según la Oficina del Censo de los Estados Unidos, Show Low tiene una superficie total de 106,63 km², de la cual 106,03 km² corresponden a tierra firme y (0,57%) 0,6 km² es agua.

## Demografía
Según el censo de 2010, había 10.660 personas residiendo en Show Low. La densidad de población era de 99,97 hab./km². De los 10.660 habitantes, Show Low estaba compuesto por el 87,63% blancos, el 0,44% eran afroamericanos, el 4,11% eran amerindios, el 0,79% eran asiáticos, el 0,15% eran isleños del Pacífico, el 4,19% eran de otras razas y el 2,69% pertenecían a dos o más razas. Del total de la población el 12,76% eran hispanos o latinos de cualquier raza.